# Route 65 (Islande)
Pour les articles homonymes, voir Route 65.
La Route 65 (Þjóðvegur 65) ou Súgandafjarðarvegur est une route islandaise qui dessert la commune de Suðureyri dans la région des Vestfirðir.

## Trajet
- Route 60
  -  Tunnel de Breiðadals- og Botnsheiðar - Longueur: 9 120 mètres
- Suðureyri